# Stadion Zwiezda w Permie
Stadion Zwiezda – wielofunkcyjny stadion w Permie, w Rosji. Obiekt może pomieścić 19 500 widzów. Został otwarty w 1969 roku, a w latach 1985 i 2009 przechodził renowacje. Swoje mecze rozgrywają na nim drużyny Amkar Perm, Oktan Perm, Zwiezda Perm oraz kobiecy klub Zwiezda-2005 Perm.